# Фіксований знак
Фіксований знак — друга група знаків Зодіаку, (лат. fixus — постійний). Інша назва — постійний знак.

## Знаки Зодіаку

Квадрупліцитети знаків за модальністю (хрести)

Знаки Зодіаку, що входять в цю групу, відповідає середині сезонів року, коли стан природи стабільний. Сонце в Тільці — це середина весни, коли Сонце у Леві — середина літа, Сонце у Скорпіоні — середина осені, Сонце у Водолії — середина Зими.

## Загальна характеристика
Позначає динамічну силу, яка має властивості стабільності, стійкості, існує як якийсь потенціал.

## Властивості характеру
Фіксованість як властивість людського характеру зазвичай розуміється як сталість, здатність доводити почате до кінця, бути незмінним у своїх принципах. Це відноситься, в першу чергу, до випадку, коли більша частина планет у гороскопі (за кількістю або важливістю) знаходиться у відповідних знаках.
Для них характерна сталість, стійкість, але і непохитність у разі нападу — вони можуть дати блискавичну відсіч (в залежності від знаку).